# Euclidia vittata
Euclidia vittata là một loài bướm đêm trong họ Erebidae.